# Bernhard Häring
Bernhard Häring (ur. 10 listopada 1912 w Böttingen, zm. 3 lipca 1998 w Gars am Inn) – niemiecki ksiądz katolicki, redemptorysta, teolog moralista. 
Był uczestnikiem soboru watykańskiego II i długoletnim profesorem Akademii Alfonsjańskiej w Rzymie. Jest uważany za jednego z odnowicieli katolickiej teologii moralnej w XX wieku. Odznaczony Krzyżem Komandorskim Orderu Zasługi Republiki Federalnej Niemiec.
Ks. Paweł Łukaszka opublikował w 2012 r. biografię Häringa pt. Prawo łaski i łaska wolności. Ojciec Bernard Häring CSsR jako człowiek i teolog.

## Wybrane publikacje w języku polskim
- W służbie człowieka : teologia moralna a etyczne problemy medycyny, Warszawa 1975.
- Grzech w wieku sekularyzacji, Warszawa 1976.
- Moralność jest dla ludzi. Etyka chrześcijańskiego personalizmu, Warszawa 1978.
- Sakramenty. Obecność łaski, Kraków 2009. ISBN 978-83-60998-59-5
- Kościół. Sakrament Chrystusa, Kraków 2009. ISBN 978-83-60998-39-7